# Філонюк Павло Олександрович
Павло́ Олекса́ндрович Філоню́к (нар. 12 лютого 1963) — радянський та український футболіст, що грав на позиції нападника.
Відомий насамперед виступами за футбольний клуб «Волинь», де є одним із найкращих гравців та бомбардирів клубу (60 м'ячів у чемпіонатах СРСР та України — 6 місце серед усіх бомбардирів клубу, та 323 матчі у чемпіонатах СРСР та України і кубках СРСР та України — 7 місце серед гвардійців клубу), виступав також за львівські клуби СКА та СКА «Карпати» і у дублюючому складі донецького «Шахтаря».

## Клубна кар'єра
Павло Філонюк кар'єру гравця розпочав у в армійському футбольному клубі СКА зі Львова, а після об'єднання армійців із «Карпатами» продовжив виступи за об'єднаний львівський клуб СКА «Карпати». У 1983 році молодий нападник розпочав виступи в сусідньому Луцьку за місцеву команду майстрів, що на той час мала назву «Торпедо», і виступала у другій лізі чемпіонату СРСР. Футболіст швидко завоював місце в основному складі луцької команди. За перші два сезони в луцькому клубі Павло Філонюк зіграв 68 матчів, у яких відзначився 6 забитими м'ячами. У кінці 1984 року Павло Філонюк отримав запрошення від вищолігового донецького «Шахтаря», але нападник за рік перебування в Донецьку грав лише за дублюючий склад «гірників», і в середині 1985 року повернувся до Луцька. Футболіст швидко повернув собі місце в основі лучан, у вже за неповний сезон 1985 року зіграв за «Торпедо» 32 матчі, у яких відзначився 5 забитими м'ячами. Кінець 80-х років ХХ століття був одним із найуспішніших в історії луцького клубу, та увінчався виграшем лучанами у 1989 році перемогою у зональному турнірі команд другої ліги, за що команда здобула звання чемпіона УРСР. У цьому турнірі Філонюк зіграв 41 матч і відзначився 11 забитими м'ячами, поступившись у списку бомбардирів команди лише Володимиру Дикому. Футболіст продовжував виступи уже за «Волинь» і в перших чемпіонатах незалежної України у вищій лізі до 1993 року, а потім продовжував виступи в аматорських клубах «Електрик» (Луцьк), ковельський «Сільмаш» і «Колос» (Ківерці) до завершення футбольної кар'єри.

## Досягнення
- Переможець чемпіонату УРСР з футболу 1989, що проводився у рамках турніру в шостій зоні другої ліги СРСР.